# Mistrovství světa silničních motocyklů 2009
Mistrovství světa silničních motocyklů v roce 2009 zahájila Velká cena Kataru 12. dubna, šampionát skončil 8. listopadu Velkou cenou Valencie.

## Mistři světa
| MotoGP                   | 250 cm³               | 125 cm³                |
| Valentino Rossi (Yamaha) | Hiroši Aojama (Honda) | Julián Simon (Aprilia) |

## Kalendář
| Závod | Datum        | Grand Prix     | Okruh          | Vítěz 125cc        | Vítěz 250cc        | Vítěz MotoGP     | Detail   |
| ----- | ------------ | -------------- | -------------- | ------------------ | ------------------ | ---------------- | -------- |
| 1     | 12–13. dubna | Katar          | Losail         | Andrea Iannone     | Hector Barbera     | Casey Stoner     | Výsledky |
| 2     | 26. dubna    | Japonsko       | Motegi         | Andrea Iannone     | Alvaro Bautista    | Jorge Lorenzo    | Výsledky |
| 3     | 3. května    | Španělsko      | Jerez          | Bradley Smith      | Hiroši Aojama      | Valentino Rossi  | Výsledky |
| 4     | 17. května   | Francie        | Le Mans        | Julian Simon       | Marco Simoncelli   | Jorge Lorenzo    | Výsledky |
| 5     | 31. května   | Itálie         | Mugello        | Bradley Smith      | Mattia Pasini      | Casey Stoner     | Výsledky |
| 6     | 14. června   | Katalánsko     | Catalunya      | Andrea Iannone     | Alvaro Bautista    | Valentino Rossi  | Výsledky |
| 7     | 27. června   | Nizozemsko     | Assen          | Sergio Gadea       | Hiroši Aojama      | Valentino Rossi  | Výsledky |
| 8     | 5. července  | USA            | Laguna Seca    | Pouze MotoGP závod | Pouze MotoGP závod | Dani Pedrosa     | Výsledky |
| 9     | 19. července | Německo        | Sachsenring    | Julian Simon       | Marco Simoncelli   | Valentino Rossi  | Výsledky |
| 10    | 26. července | Velká Británie | Donington      | Julian Simon       | Hiroši Aojama      | Andrea Dovizioso | Výsledky |
| 11    | 16. srpna    | Česko          | Brno           | Nicolas Terol      | Marco Simoncelli   | Valentino Rossi  | Výsledky |
| 12    | 30. srpna    | Indianapolis   | Indianapolis   | Pol Espargaro      | Marco Simoncelli   | Jorge Lorenzo    | Výsledky |
| 13    | 6. září      | San Marino     | Misano         | Julian Simon       | Hector Barbera     | Valentino Rossi  | Výsledky |
| 14    | 4. října     | Portugalsko    | Estoril        | Pol Espargaro      | Marco Simoncelli   | Jorge Lorenzo    | Výsledky |
| 15    | 18. října    | Austrálie      | Phillip Island | Julián Simon       | Marco Simoncelli   | Casey Stoner     | Výsledky |
| 16    | 25. října    | Malajsie       | Sepang         | Julián Simon       | Hiroši Aojama      | Casey Stoner     | Výsledky |
| 17    | 8. listopadu | Valencie       | Valencia       | Julián Simon       | Hector Barbera     | Dani Pedrosa     | Výsledky |

## Účastníci

### MotoGP
| Team                          | Výrobce  | Motocykl               | č. | jezdec           |
| ----------------------------- | -------- | ---------------------- | -- | ---------------- |
| Fiat Yamaha Team              | Yamaha   | Yamaha YZR-M1          | 46 | Valentino Rossi  |
| Fiat Yamaha Team              | Yamaha   | Yamaha YZR-M1          | 99 | Jorge Lorenzo    |
| Repsol Honda Team             | Honda    | Honda RC212V           | 3  | Dani Pedrosa     |
| Repsol Honda Team             | Honda    | Honda RC212V           | 4  | Andrea Dovizioso |
| Ducati Marlboro Team          | Ducati   | Ducati Desmosedici GP9 | 27 | Casey Stoner     |
| Ducati Marlboro Team          | Ducati   | Ducati Desmosedici GP9 | 69 | Nicky Hayden     |
| Ducati Marlboro Team          | Ducati   | Ducati Desmosedici GP9 | 36 | Mika Kallio      |
| Monster Yamaha Tech 3 Team    | Yamaha   | Yamaha YZR-M1          | 5  | Colin Edwards    |
| Monster Yamaha Tech 3 Team    | Yamaha   | Yamaha YZR-M1          | 52 | James Toseland   |
| Rizla Suzuki MotoGP           | Suzuki   | Suzuki GSV-R           | 7  | Chris Vermeulen  |
| Rizla Suzuki MotoGP           | Suzuki   | Suzuki GSV-R           | 65 | Loris Capirossi  |
| Pramac Racing Team            | Ducati   | Ducati Desmosedici GP9 | 36 | Mika Kallio      |
| Pramac Racing Team            | Ducati   | Ducati Desmosedici GP9 | 88 | Niccolò Canepa   |
| Pramac Racing Team            | Ducati   | Ducati Desmosedici GP9 | 84 | Michele Fabrizio |
| San Carlo Honda Gresini Team  | Honda    | Honda RC212V           | 24 | Toni Elías       |
| San Carlo Honda Gresini Team  | Honda    | Honda RC212V           | 15 | Alex de Angelis  |
| Scot Racing Team              | Honda    | Honda RC212V           | 72 | Juki Takahaši    |
| Scot Racing Team              | Honda    | Honda RC212V           | 41 | Gábor Talmácsi   |
| Hayate Racing Team*           | Kawasaki | Kawasaki Ninja ZX-RR   | 33 | Marco Melandri   |
| LCR Honda MotoGP              | Honda    | Honda RC212V           | 14 | Randy de Puniet  |
| Grupo Francisco Hernando Team | Ducati   | Ducati Desmosedici GP9 | 59 | Sete Gibernau    |

| Klíč                    | Klíč |
| ----------------------- | ---- |
| Stálý jezdec            |      |
| Jezdec na divokou kartu |      |
| Náhradní jezdec         |      |

### 250cc
| Team                        | Výrobce | Motocykl           | č. | jezdec              |
| --------------------------- | ------- | ------------------ | -- | ------------------- |
| Metis Gilera                | Gilera  | Gilera RSA 250     | 58 | Marco Simoncelli    |
| Metis Gilera                | Gilera  | Gilera RSA 250     | 15 | Roberto Locatelli   |
| Mapfre Aspar Team           | Aprilia | Aprilia RSA 250    | 19 | Álvaro Bautista     |
| Mapfre Aspar Team           | Aprilia | Aprilia RSW 250 LE | 63 | Mike Di Meglio      |
| Pepe World Team             | Aprilia | Aprilia RSW 250 LE | 7  | Axel Pons           |
| Pepe World Team             | Aprilia | Aprilia RSA 250    | 40 | Héctor Barberá      |
| Balaton Racing Team 250cc   | Aprilia | Aprilia RSA 250    | 28 | Gábor Talmácsi      |
| Balaton Racing Team 250cc   | Aprilia | Aprilia RSA 250    | 11 | Balasz Nemeth       |
| Emmi – Caffé Latte          | Aprilia | Aprilia RSA 250    | 12 | Thomas Lüthi        |
| Aeropuerto-Castello-Blusens | Aprilia | Aprilia RSW 250 LE | 6  | Alex Debón          |
| Auto Kelly – CP             | Aprilia | Aprilia RSW 250 LE | 52 | Lukáš Pešek         |
| Cardion AB Motoracing       | Aprilia | Aprilia RSA 250    | 17 | Karel Abraham       |
| Team Toth Aprilia           | Aprilia | Aprilia RSW 250 LE | 10 | Imre Tóth           |
| Team Toth Aprilia           | Aprilia | Aprilia RSA 250    | 75 | Mattia Pasini       |
| Scot Racing Team 250cc      | Honda   | Honda RS250RW      | 4  | Hiroši Aojama       |
| Scot Racing Team 250cc      | Honda   | Honda RS250RW      | 35 | Raffaele De Rosa    |
| Thai PTT Honda SAG          | Honda   | Honda RS250RW      | 14 | Ratthapark Wilairot |
| Thai PTT Honda SAG          | Honda   | Honda RS250RW      | 55 | Hector Faubel       |
| WTR San Marino Team         | Aprilia | Aprilia RSW 250 LE | 25 | Alex Baldolini      |
| Racing Team Germany         | Honda   | Honda RS250R       | 8  | Bastien Chesaux     |
| Aprilia Madrid              | Aprilia | Aprilia RSW 250 LE | 77 | Aitor Rodriguez     |
| CIP MotoGP250               | Honda   | Honda RS250RW      | 48 | Šoja Tomizawa       |
| Matteoni Racing             | Aprilia | Aprilia RSW 250 LE | 16 | Jules Cluzel        |
| Viessman Kiefer Racing      | Aprilia | Aprilia RSW 250 LE | 56 | Vladimir Leonov     |
| Milar – Juegos Lucky        | Aprilia | Aprilia RSW 250 LE | 51 | Stevie Bonsey       |

| Klíč                    | Klíč |
| ----------------------- | ---- |
| Stálý jezdec            |      |
| Jezdec na divokou kartu |      |
| Náhradní jezdec         |      |

- All entries use Dunlop tyres.

### 125cc
| Team                    | Výrobce | Motocykl        | č. | jezdec             |
| ----------------------- | ------- | --------------- | -- | ------------------ |
| Jack&Jones Team         | Aprilia | Aprilia RSA 125 | 18 | Nicolás Terol      |
| Jack&Jones Team         | Aprilia | Aprilia RSA 125 | 24 | Simone Corsi       |
| Ajo Interwetten         | Derbi   | Derbi RSA 125   | 77 | Dominique Aegerter |
| Ajo Interwetten         | Derbi   | Derbi RSA 125   | 11 | Sandro Cortese     |
| Bancaja Aspar Team      | Aprilia | Aprilia RSA 125 | 33 | Sergio Gadea       |
| Bancaja Aspar Team      | Aprilia | Aprilia RSA 125 | 38 | Bradley Smith      |
| Bancaja Aspar Team      | Aprilia | Aprilia RSA 125 | 60 | Julián Simón       |
| Viessman Kiefer Racing  | Aprilia | Aprilia RSA 125 | 17 | Stefan Bradl       |
| Derbi Racing Team       | Derbi   | Derbi RSA 125   | 44 | Pol Espargaró      |
| Derbi Racing Team       | Derbi   | Derbi RSA 125   | 6  | Joan Olivé         |
| Derbi Racing Team       | Derbi   | Derbi RSA 125   | 7  | Efrén Vázquez      |
| Ongetta Team I.S.P.A.   | Aprilia | Aprilia RSA 125 | 8  | Lorenzo Zanetti    |
| Ongetta Team I.S.P.A.   | Aprilia | Aprilia RSA 125 | 29 | Andrea Iannone     |
| Ongetta Team I.S.P.A.   | Aprilia | Aprilia RS 125  | 73 | Takaaki Nakagami   |
| Ongetta Team I.S.P.A.   | Aprilia | Aprilia RS 125  | 94 | Jonas Folger       |
| Blusens Aprilia         | Aprilia | Aprilia RSA 125 | 12 | Esteve Rabat       |
| Blusens Aprilia         | Aprilia | Aprilia RSA 125 | 45 | Scott Redding      |
| Degraaf Grand Prix      | Aprilia | Aprilia RSA 125 | 35 | Randy Krummenacher |
| Degraaf Grand Prix      | Aprilia | Aprilia RSA 125 | 99 | Danny Webb         |
| Red Bull KTM Motorsport | KTM     | KTM FRR 125     | 16 | Cameron Beaubier   |
| Red Bull KTM Motorsport | KTM     | KTM FRR 125     | 93 | Marc Márquez       |
| Haojue Team             | Haojue  | Haojue 125      | 66 | Matthew Hoyle      |
| Haojue Team             | Haojue  | Haojue 125      | 88 | Michael Ranseder   |
| Loncin Racing           | Loncin  | Loncin          | 5  | Alexis Masbou      |
| Loncin Racing           | Loncin  | Loncin          | 71 | Tomojoši Kojama    |
| CBC Corse               | Aprilia | Aprilia RS 125  | 10 | Luca Vitali        |
| CBC Corse               | Aprilia | Aprilia RS 125  | 87 | Luca Marconi       |
| WTR San Marino Team     | Aprilia | Aprilia RS 125  | 14 | Johann Zarco       |
| Fontana Racing          | Aprilia | Aprilia RS 125  | 32 | Lorenzo Savadori   |
| Racing Team Germany     | Honda   | Honda RS125R    | 53 | Jasper Iwema       |
| Matteoni Racing         | Aprilia | Aprilia RS 125  | 69 | Lukáš Šembera      |

| Klíč                    | Klíč |
| ----------------------- | ---- |
| Stálý jezdec            |      |
| Jezdec na divokou kartu |      |
| Náhradní jezdec         |      |